# Federico Faggin

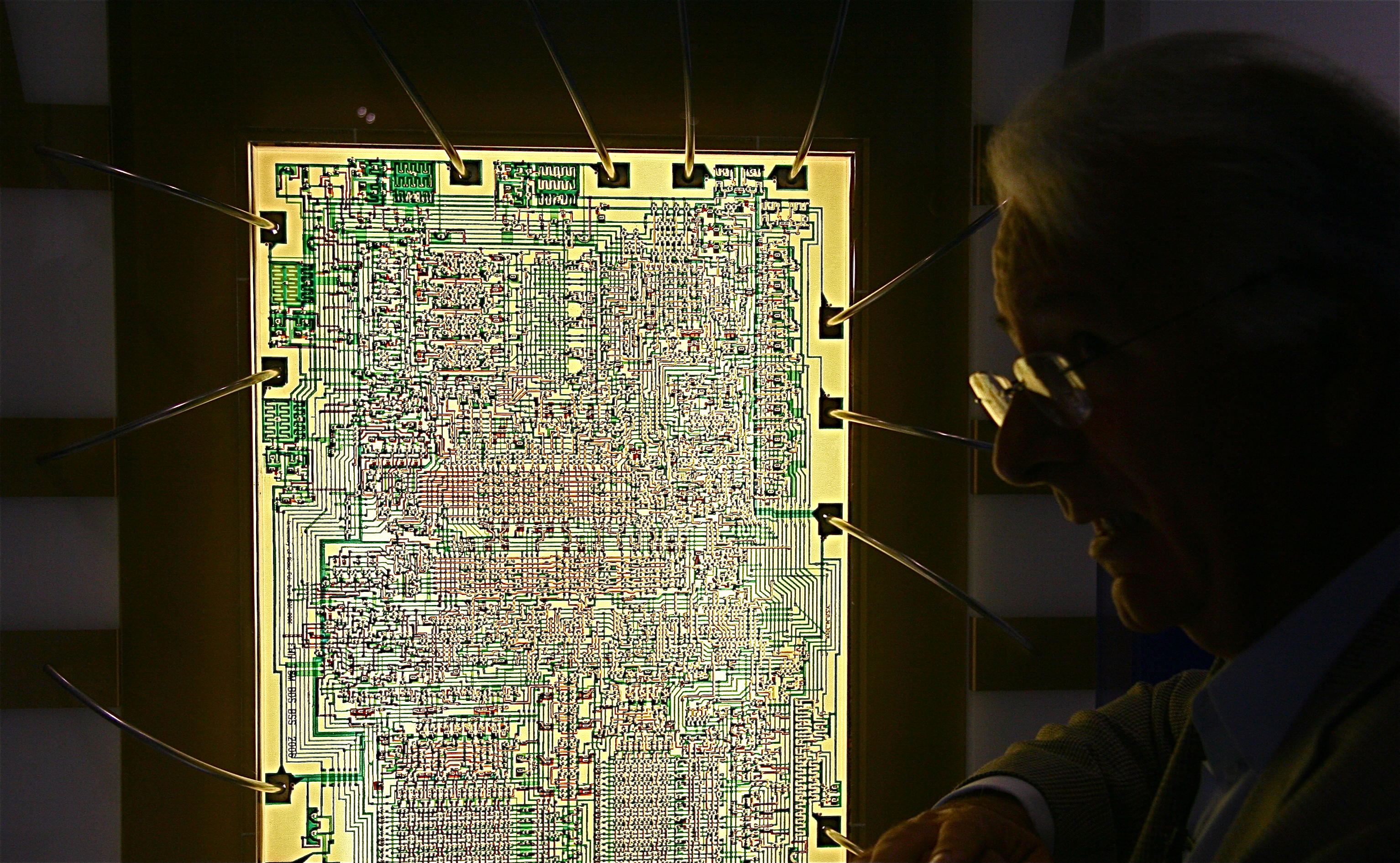
F. Faggin s plánem mikroprocesoru Intel 4004

Federico Faggin (* 1. prosince 1941, Vicenza) je italský fyzik, který se proslavil návrhem prvního mikroprocesoru Intel 4004 a ve vlastní firmě Zilog velmi úspěšného mikroprocesoru Z80. Od roku 1968 žije v Kalifornii.

## Život
Narodil se v rodině klasického filologa v italské Vicenze, roku 1960 maturoval na tamní technické škole a nastoupil u firmy Olivetti, kde vedl návrh malého tranzistorového počítače. Roku 1965 vystudoval s vyznamenáním fyziku na Padovské univerzitě a pracoval u firmy Fairchild Semiconductor, kde podstatně zdokonalil technologii MOS („self-aligned MOSFET gates“) a roku 1968 odjel do USA.
Od roku 1970 pracoval ve firmě Intel na vývoji procesoru pro kalkulačky a originální metodou navrhl všechny složky skupiny 4004. Procesor se ukázal být univerzálně použitelný a Fagginovou metodou se navrhovaly i další úspěšné mikroprocesory Intel (8008, 8080 a 4040) i Fagginův vlastní Z80.
Koncem roku 1974 opustil Faggin Intel a s R. Ungermannem založil firmu Zilog, první firmu, která vyráběla pouze mikroprocesory. V roce 1976 uvedla na trh mikroprocesor Z80, který představoval výrazné zdokonalení a zrychlení procesoru Intel 8080, ač s ním zůstal softwarově kompatibilní. Z80 zásadně zjednodušil konstrukci mikropočítačů, herních konzolí a dalších zařízení, takže se stal jádrem například mikropočítačů Sinclair a mnoha dalších. Faggin byl do roku 1980 prezidentem a CEO společnosti Zilog, roku 1982 spoluzakládal firmu Cygnet Technologies a byl jejím CEO, stejně jako ve firmě Synaptics od roku 1986 a později ve firmě Foveon. S manželkou Elvií založil roku 2011 nadaci, která podporuje vědecký výzkum vědomí na univerzitách a ve vědeckých ústavech. Roku 2015 založil katedru pro fyziku informací na univerzitě v Santa Cruz.

## Ocenění
Federico Faggin získal mimo jiné tato ocenění:
- 1988 – titul Grande Ufficiale od prezidenta Italské republiky a Zlatá medaile za vědu od premiéra
- 1994 – Cena W. W. McDowella od IEEE Computer Society
- 1996 – Cena P. C. Magazine
- 1996 – Síň slávy amerických vynálezců (spolu s M. Hoffem, S. Mazorem a M. Shimou)
- 1997 – Kjótská cena za technologický pokrok (spolu s M. Hoffem, S. Mazorem a M. Shimou)
- 2006 – Evropský vynálezce roku
- 2009 – Národní medaile za technologii a inovance od presidenta USA B. Obamy, nejvyšší americké vyznamenání pro vědce a vynálezce
- 2014 – Cena Enrica Fermiho Italské fyzikální společnosti